# Кольмар, Шарль Ксавье Тома де
Шарль Ксавье Тома де Кольмар (фр. Charles Xavier Thomas de Colmar, 1785, Кольмар, Эльзас — 1870, Париж) — французский предприниматель, создатель первого серийно производимого арифмометра.

## Изобретение арифмометра
В 1820 году Тома создал арифмометр, основанный на принципе калькулятора Лейбница, способный осуществлять умножение и деление. По своим возможностям арифмометр превосходил все известные в то время машины, так как мог оперировать тридцатизначными числами. Несмотря на то, что Тома получил патент на свой арифмометр в том же году, первые арифмометры появились в продаже лишь в начале 1840-х годов. Тома де Кольмар не был простым механиком, вынужденным производить и продавать арифмометры ради того, чтобы заработать этим на жизнь. Он был военным чиновником во время испанской и португальской кампаний 1809-13 годов, до того, как решил заняться совершенно новым бизнесом, которому посвятил остаток своей жизни.
Своим широким распространением во второй половине XIX века арифмометр обязан отнюдь не прогрессу в области вычислительной техники, а конкуренции на рынке вычислительной техники. Сам Тома прикладывал огромные усилия для популяризации своего детища. В конце концов этот надёжный прибор прочно укоренился на конторских столах и успешно продавался в течение следующих 90 лет.

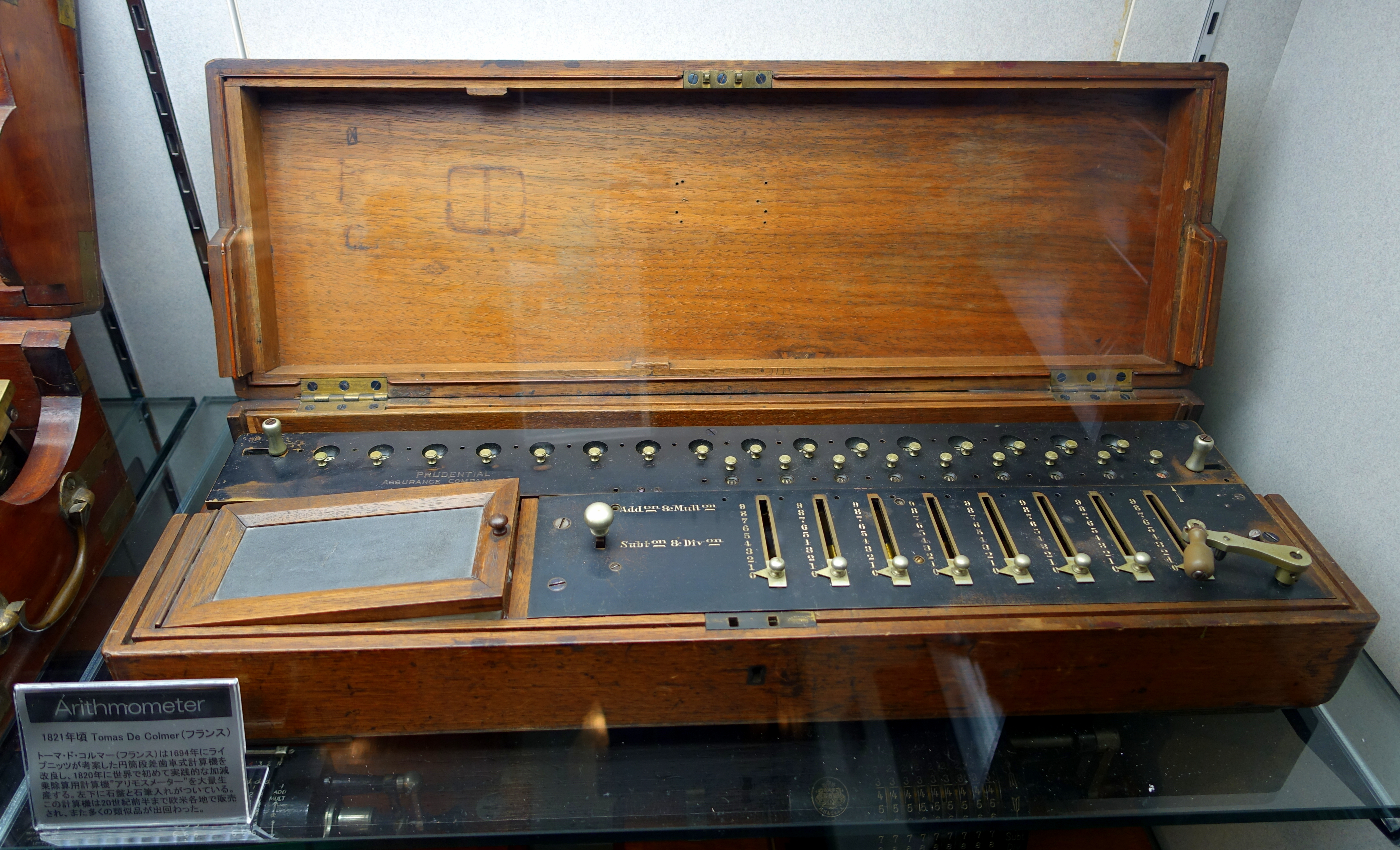
Арифмометр Тома, 1821

В 1844 году Тома представил свой арифмометр на французской национальной выставке промышленных товаров. Однако арифмометр Тома уступил первенство счётной машине Рота. В 1849 году Тома решил снова попытать счастья. На этот раз он был отмечен серебряной медалью и отчётом жюри, объёмом в три страницы. А высшую награду получил «Аритморель» Мореля и Жейе, вычислительная машина, свойства которой были оценены высшей степени. В 1851 году в Лондоне Тома ожидало новое разочарование: его арифмометр уступил первенство калькулятору Штафеля.
После этой череды неудач Тома ещё активнее принялся за рекламирование своего арифмометра. В те годы он интенсивно перерабатывал и совершенствовал свой прибор. Тома опубликовал описание арифмометра и направил его всем коронованным и знатным особам Европы, благодаря чему был удостоен многих наград в период с 1851 по 1855 год. Для Всемирной выставки 1855 года в Париже Тома построил гигантский двухметровый арифмометр, который занимал целый стол и обслуживать его должны были сразу два человека. Однако фортуна снова предала его — золотую медаль получил дифференциальный анализатор шведских инженеров Георга и Эдварда Шойтцев. По иронии судьбы шведскую машину ожидала короткая жизнь — было продано лишь два её экземпляра, в то время как арифмометр постепенно добивался признания. С конца 1870-х, когда выпуск арифмометрах значительно вырос, за ним закрепилась репутация первого стандарта в вычислительной технике. За свое изобретение Тома был награждён орденом Почётного легиона.